# Giro del Veneto 1928
Il Giro del Veneto 1928, nona edizione della corsa, si svolse il 29 luglio 1928 su un percorso di 211 km. La vittoria fu appannaggio dell'italiano Alfredo Binda, che completò il percorso in 7h22'00", precedendo i connazionali Antonio Negrini e Alfonso Piccin.
I corridori che tagliarono il traguardo di Padova furono 28.

## Ordine d'arrivo (Top 10)
| Pos. | Corridore         | Squadra         | Tempo    |
| ---- | ----------------- | --------------- | -------- |
| 1    | Alfredo Binda     | Legnano-Torpedo | 7h22'00" |
| 2    | Antonio Negrini   | Maino           | s.t.     |
| 3    | Alfonso Piccin    | Bianchi-Pirelli | s.t.     |
| 4    | Alfredo Dinale    | Legnano-Torpedo | s.t.     |
| 5    | Colombo Neri      | -               | s.t.     |
| 6    | Pietro Fossati    | Maino           | s.t.     |
| 7    | Gaetano Belloni   | Wolsit-Pirelli  | a 2'40"  |
| 8    | Battista Visconti | Legnano-Torpedo | s.t.     |
| 9    | Pietro Linari     | Diamant         | a 11'15" |
| 10   | Giovanni Brunero  | Legnano-Torpedo | s.t.     |